# てんもんどう
てんもんどうは千葉県の郷土料理。野菜を砂糖煮した菓子である。

## 概要
防腐剤を使用しなくても、10カ月ほどは保存が可能であるため、農民の間で保存食として広く親しまれて来た食品である。
農家のおやつや間食として年間を通して食されている。
類似する野菜の菓子は日本全国にあるが、てんもんどうと呼ぶのは千葉県のみである。

## 由来
「てんもんどう」の語は、元々はクサスギカズラから作られる生薬・漢方薬の「天門冬（てんもんどう）」のことである。天門冬を蜂蜜に1か月から2か月ほど漬けたものは、咳止めや滋養強壮作用が期待され、服用されていた。
本項のてんもんどうも当初は柑橘類や根ショウガを蜜で煮て乾燥させたものであったが、時代がくだるとさまざまな野菜で作られるようになった。

## 作り方の例
1. 野菜を薄切りにして茹でる、あく抜きをするなど、野菜の下処理を行う[1][3]。
2. 砂糖を入れてゆっくり煮詰める[1][3]。
3. ザル等にあげ、余分な蜜を落とし、砂糖を1枚づつまぶして乾燥させる[3]。

## 東金天門どう
東金市では、道の駅みのりの郷東金併設の農産物加工工場で製造する「東金ブランド」の一環として、現代風にアレンジしたベジ・スイーツ「東金天門どう」の開発を2018年から行い、販売している（2021年時点）。